# Johannes Zacharias Petzensteiner
Johannes Zacharias Petzensteiner, auch Zacharias Batzenstein (* 1487 in Nürnberg; † 1554 ebenda) war ein Augustinereremit und späterer evangelisch-lutherischer Pfarrer u. a. in Röcknitz (Sachsen).

## Leben und Wirken
Über sein Leben ist wenig bekannt und die meisten Fakten stehen im Zusammenhang zu der Person des Wittenberger Reformators. Belegt ist, dass er Luther als einer seiner Gefährten am 2. April 1521 auf die Reise nach Worms zum Reichstag begleitete. Weitere Weggefährten waren die Rechtsgelehrten Nikolaus von Amsdorf und Hieronymus Schurff.
Auf der Rückreise von Worms, als Luther am 4. Mai 1521 zwischen 17 und 18 Uhr nahe der Burg Altenstein bei Bad Liebenstein durch die Ritter Burkhard Hund von Wenkheim und Hans Sittich von Berlepsch zum Schein gefangen genommen, entführt und auf der Eisenacher Wartburg festgesetzt wurde, um ihn der Gefahr einer Verfolgung zu entziehen, saß Petzensteiner mit Nikolaus von Amsdorf und Luther im zweiten Reisewagen. Da er nicht in die Pläne eingeweiht war, floh Petzensteiner in Panik und gelangte zu Fuß nach Waltershausen, das er schließlich am Abend erreichte.
Im Jahre 1530 war er als Prediger im Kloster Nimbschen tätig.
In einem Brief aus dem Jahre 1540 Luthers an die Fürsten Johann von Anhalt-Zerbst und Georg von Anhalt schrieb er über Nichteignung von Johannes Zachariä Petzensteiner als Nachfolger für Nikolaus Hausmann, der im Jahre 1538 verstarb.
Er trat dann 1544 die Nachfolge von Leonharth Steinkirch in Görlitz an, wobei sich ein Streit mit seinem Nachfolger Petzensteiner ereignete: Man stritt sich darum, ob man die Kinder in der Taufe ganz untertauchen oder nur begießen sollte.
In einem Pfarrbuch wird er für das Jahr 1554 als Kaplan des St. Egidien zu  Nürnberg mit dem Todesjahr aufgelistet.